# Étienne Didot
Étienne Didot (* 24. Juli 1983 in Paimpol, Côtes-d’Armor) ist ein ehemaliger französischer Fußballspieler, der zuletzt beim Erstligisten EA Guingamp unter Vertrag stand. Er ist der jüngere Bruder von Sylvain Didot, ebenfalls Fußballspieler und heutiger Trainer.

## Vereinskarriere
Étienne Didot begann seine Karriere im Jahr 2001 beim Erstligisten Stade Rennes. Am 8. Januar 2002 debütierte er beim Heimspiel gegen Le Havre AC. In sieben Jahren absolvierte der Mittelfeldspieler über 150 Ligaspiele für die Rot-Schwarzen. In der Saison 2004/05 wurde Rennes Vierter und qualifizierte sich für den UEFA-Pokal 2005/06. Dort scheiterte man sieg- und punktlos in der Gruppenphase. Nach dem Wechsel von Olivier Monterrubio zum RC Lens im Januar 2007 wurde Didot zum Mannschaftskapitän von Stade Rennes. 2007 qualifizierte sich sein Verein erneut durch den vierten Tabellenplatz für den UEFA-Pokal 2007/08. Dort scheiterte man aber wieder in der Gruppenphase mit diesmal zwei Punkten aus vier Spielen. Im Sommer 2008 wechselte er dann für drei Millionen Euro zum Ligakonkurrenten FC Toulouse, der in der vorangegangenen Saison nur knapp dem Abstieg entkommen war. In Didots Debütsaison erreichte Toulouse den vierten Tabellenplatz in der Liga und das Halbfinale im Coupe de France 2008/09. In der UEFA Europa League 2009/10 kam er aber auch mit seinem neuen Verein nicht über die Gruppenphase hinaus. In den folgenden Jahren spielte Toulouse im Mittelfeld der Liga ohne nennenswerte Erfolge zu erzielen. In der Ligue 1 2014/15 befand sich Didots Mannschaft im Abstiegskampf, sodass im März 2015 sein langjähriger Trainer Alain Casanova von Dominique Arribagé abgelöst wurde. Mit Letzterem spielte Didot bis 2004 noch zusammen bei Stade Rennes. Nach der Rettung auf einen Nichtabstiegsplatz (17.) gingen beide zusammen auch in die folgende Saison 2015/16. Diese verlief erneut schlecht für Toulouse und im Februar 2016 wurde mit Pascal Dupraz der nächste Trainer eingestellt. Auch dieser schaffte wie sein Vorgänger die Rettung auf den 17. Tabellenplatz. Didot wechselte im Anschluss zu EA Guingamp und damit auch zurück in seine bretonische Heimat. Guingamp schloss die Vorsaison einen Platz vor Toulouse ab, in den folgenden Jahren wurde man Zehnter und Zwölfter in der Liga.
Mit dem Ende der Saison 2018/19 beendete Didot seine aktive Karriere. Neben 82 Ligaspielen bestritt er fünf Pokal- und drei Ligapokalspiele für Guingamp.

## Nationalmannschaft
Didot spielte insgesamt 16 Partien für die französische U-21-Nationalmannschaft.